# Empoasca knulli
Empoasca knulli är en insektsart som beskrevs av Davidson och Delong 1939. Empoasca knulli ingår i släktet Empoasca och familjen dvärgstritar. Inga underarter finns listade i Catalogue of Life.